# Herman Henriksson
Herman Henriksson, född 8 september 1928, död 2 november 2014, var en svensk flygkapten och båtkonstruktör.
Herman Henriksson började flyga för SAS ungefär 1955. Han var engagerad i motorbåtsport tillsammans med bland andra kollegan i SAS Lennart Ebbekke. De byggde tillsammans båten Weedo i plywood. Den var fyra meter lång och hade ett kraftigt v-format skrov med  en bottenvinkel på 22 grader. Influenserna hämtade de från den amerikanske båtkonstruktören Richard Bertram (1916–2000). Den hade en Mercury Marine utombordare på 50 hästkrafter, och de deltog med den i det första Roslagsloppet 1962.. Motorn var dock för svag för att de skulle nå en topplacering. De utvecklade båten och deltog med en variant i plast, Weedo GT, i Roslagsloppet 1965, där de kom på andra plats. Tillverkningsrättigheterna för Weedo såldes därefter till Sigurd Isacson, som tog upp produktion i sitt företag Örnbåtar i Bollnäs.
Herman Henriksson konstruerade därefter Smuggler 18, som också byggdes i Lennart Ebbekkes garage av Henriksson och Ebbekke
 år 1967 i sammanlagt tio exemplar.
År 1969 vann paret Roslagsloppet, med Lennart Ebbekke som navigatör.